# Rhyncholagena lagenirostris
Rhyncholagena lagenirostris är en kräftdjursart som först beskrevs av Georg Ossian Sars 1911. Enligt Catalogue of Life ingår Rhyncholagena lagenirostris i släktet Rhyncholagena och familjen Diosaccidae, men enligt Dyntaxa är tillhörigheten istället släktet Rhyncholagena och familjen Miraciidae. Arten är reproducerande i Sverige. Inga underarter finns listade i Catalogue of Life.